# Índice de vegetación de diferencia normalizada

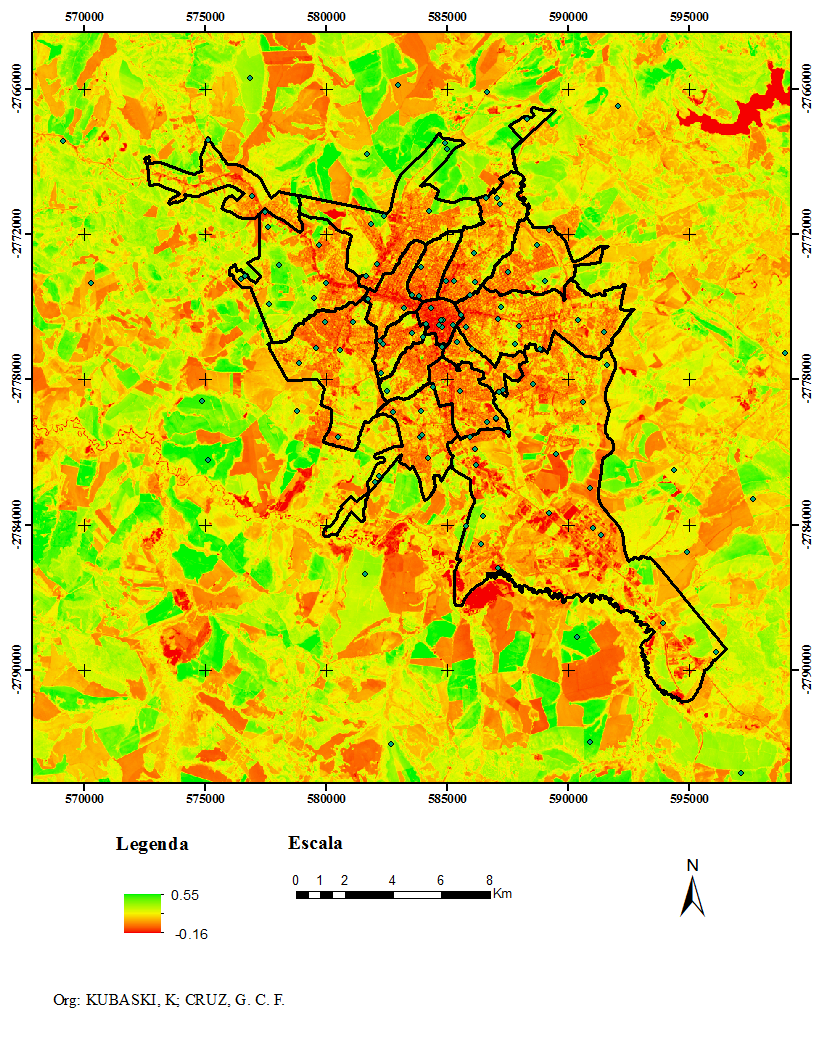
NDVI a través del Landsat 8 aplicada al área urbana de Ponta Grossa, sur de Brasil

El Índice de vegetación de diferencia normalizada, también conocido como NDVI por sus siglas en inglés, es el índice de vegetación más utilizado, empleado para estimar la cantidad, calidad y desarrollo de la vegetación con base a la medición, por medio de sensores remotos instalados comúnmente desde una plataforma espacial, de la intensidad de la radiación de ciertas bandas del espectro electromagnético que la vegetación emite o refleja.
Las plantas absorben radiación solar en la región espectral de radiación fotosintética activa, la cual es usada como fuente de energía en el proceso de fotosíntesis. Las células vegetales han evolucionado para dispersar la radiación solar en la región espectral del infrarrojo cercano, la cual lleva aproximadamente la mitad del total de la energía solar, debido a que el nivel de energía por fotón en ese dominio (de longitud de onda mayor a los 700 nm) no es suficiente para sintetizar las moléculas orgánicas: una fuerte absorción en este punto solo causaría en un sobrecalentamiento de la planta que dañaría los tejidos. Por lo tanto, la vegetación aparece relativamente oscura en la región de radiación fotosintética activa y relativamente brillante en el infrarrojo cercano. En contraste, las nubes y la nieve tienden a ser bastante brillantes en el rojo así como también en otras longitudes de onda visibles (mostrándose de color blanco), y bastante oscura en el infrarrojo cercano (debido a que el agua absorbe bien la radiación infrarroja).
Debido a que los primeros instrumentos usados para la observación terrestre, tales como el Satélite de Tecnología de Recursos Terrestres (Earth-Resources Technology Satellite, ERTS) desarrollado por la Administración Nacional de Aeronáutica y del Espacio de los Estados Unidos (NASA) y el Radiómetro Avanzado de Muy Alta Resolución (Advanced Very High Resolution Radiometer, AVHRR) de la Administración Nacional Oceánica y Atmosférica de los Estados Unidos (NOAA), adquirían datos en el rojo e infrarrojo cercano, fue natural hacer uso de las marcadas diferencias en la reflexión vegetal para determinar su distribución espacial en las imágenes satelitales. Actualmente existen sensores remotos incluso de superficies o utilizados por drones y el software que calcula el NDVI es ya de uso comercial por lo que no hay recurrir regularmente a la fórmula según la reflexión. El índice de vegetación de diferencia normalizada, NDVI, se calcula a partir de estas medidas individuales de la siguiente manera:
{\displaystyle NDVI={\frac {(IRCercano-ROJO)}{(IRCercano+ROJO)}}}
en donde las variables ROJO y IRCercano están definidas por las medidas de reflexión espectral adquiridas en las regiones del rojo e infrarrojo cercano, respectivamente. Estas reflexiones espectrales son en sí cocientes de la radiación reflejada sobre la radiación entrante en cada banda espectral individual; por tanto, éstos toman valores entre un rango de 0,0 a 1,0. El NDVI varía como consecuencia entre -1,0 y +1,0. El índice NDVI puede calcularse siempre que se cuente con la información vinculada a los datos de reflexión del IRCercano y el ROJO. En términos de análisis multiespectral esta información viene reflejada a través de imágenes ráster en las que, cada píxel, presenta un valor de reflexión del objeto captado por el sensor. De esta forma, la imagen mostrará, por ejemplo, elevados valores de reflexión del IR en aquellas zonas donde exista vegetación. El cálculo del NDVI puede realizarse partiendo de software cartográfico y multiespectral. Podremos realizar el cálculo del índice NDVI a través de las funciones habituales de álgebra de mapas de ArcGIS, gvSIG o QGIS. Otro software específico vinculado con el análisis de imágenes satélite al que puede recurrirse lo encontramos con BEAM Archivado el 13 de enero de 2019 en Wayback Machine. o LEOWorks de la Agencia Espacial Europea (ESA).
La investigación llevada a cabo después probó que el NDVI, está directamente relacionado con la capacidad fotosintética y, por tanto, con la absorción de energía por la cobertura arbórea.
Además del Índice de Vegetación de Diferencia Normalizada (NDVI), existen otros índices de vegetación que también funcionan como estimadores de cambios de diferentes tipos de cobertura vegetal. Entre ellos se encuentran el Índice de Estrés Hídrico (MSI), el Índice de Vegetación Ajustado al Suelo (SAVI) o el Índice de Vegetación Mejorado (EVI).